# 靜茹&情歌
《靜茹＆情歌-別再為他流淚》英語：）是歌手梁靜茹的第10張中文音乐專輯，於2009年1月16日發行。此專輯由相信音樂製作、環球音樂代理發行，是梁靜茹首張不經滾石唱片發行的專輯。

## 簡介
相信音樂原計劃在2008年12月趕在2009年第20屆金曲獎報名限期前推出此專輯，但梁靜茹不願意爲提名而趕工製作放棄品質，而與相信音樂爭執；後相信音樂妥協，尊重梁靜茹本人的意願。專輯於2008年12月24日開放預購。
專輯分為平裝版及預購情人禮盒版，兩版皆附「10全10美寫真海報4張」；情人禮盒版則再附贈「屬於我們倆的情歌PK CD」一張（見《幸福的抉擇 I Do?》）。
同年5月22日，相信音樂借三立電視偶像劇《敗犬女王》發行了《敗犬女王之情歌無雙 影音雙冠原聲天作之盒》，內附1CD和1DVD，其中CD為敗犬女王電視原聲配樂，DVD為本專輯的MV。
而中國在同年8月28日以慶功版的名義由發行商星外星唱片發行了《靜茹＆情歌-别再为他流泪 2009影音全套纪录特典》，內附1CD和1DVD，CD同本專輯，DVD則和《敗犬女王之情歌無雙》一樣為本專輯12首曲目的MV。

## 曲目
| 曲序 | 曲目             |        | 作曲                            | 编曲         | 製作人             | 备注                | 时长 |
| ---- | ---------------- | ------ | ------------------------------- | ------------ | ------------------ | ------------------- | ---- |
| 1.   | 別再為他流淚     | 黃婷   | 易桀齊                          | 吳慶隆       | 朱敬然             | 第二波主打          | 3:59 |
| 2.   | 沒有如果         | 嚴爵   | SoulJa                          | 嚴爵、朱敬然 | 朱敬然             | 首波主打 Rap：嚴爵  | 4:27 |
| 3.   | 用力抱著         | 小寒   | 朱敬然                          | 吳慶隆       | 朱敬然             | 第五波主打          | 4:32 |
| 4.   | PK               | 姚若龍 | 曹格                            | 涂惠元、覃楨 | 曹格               | 先行單曲 feat. 曹格 | 3:40 |
| 5.   | 情歌             | 陳沒   | 伍冠諺                          | 陳建騏       | 鍾成虎             | 第三波主打          | 4:20 |
| 6.   | 天燈             | 林夕   | 鄭楠                            | 陳熙         | 朱敬然             | 第八波主打          | 4:01 |
| 7.   | 不敢當           | 林夕   | Andreas Hemmeth Linnéa Handberg | Kenn C       | 朱敬然             | 第七波主打          | 4:12 |
| 8.   | 愛情之所以為愛情 | 黃婷   | 周谷淳                          | 史卡非       | 如魚得水音樂工作室 | 第四波主打          | 4:19 |
| 9.   | 屬於             | 陳沒   | 鴉片丹                          | WAVE G       | 如魚得水音樂工作室 | 先行單曲            | 4:06 |
| 10.  | 找個人           | 劉沁   | 劉沁                            | 黃中         | 張亞東             | 第十波主打          | 3:38 |
| 11.  | 風笛手           | 黃俊郎 | 朱敬然                          | 吳慶隆       | 朱敬然             | 第六波主打          | 3:24 |
| 12.  | 兒歌             | 王海濤 | 李冰                            | 伍冠諺       | 如魚得水音樂工作室 | 第九波主打          | 4:33 |

## 音樂錄影帶
| 歌名             | 導演         | 首播日期       | 備註                                    |
| ---------------- | ------------ | -------------- | --------------------------------------- |
| 屬於             | 呂來慧       | 2008年12月4日  |                                         |
| PK               | 鄺盛         | 2008年12月24日 | feat. 曹格                              |
| 沒有如果         | 陳宏一       | 2009年1月8日   | 特別演出：阮經天                        |
| 別再為他流淚     | 陳宏一       | 2009年1月22日  |                                         |
| 情歌             | 林書宇       | 2009年2月6日   | 特別演出：王柏杰、翁滋蔓、沈威年        |
| 愛情之所以為愛情 | MOX.光、小眼 | 2009年2月26日  |                                         |
| 用力抱著         | 游紹         | 2009年3月26日  | 特別演出：張迦國、吳亞馨                |
| 風笛手           | 不適用       | 2009年4月      | 畫面剪輯自「今天情人節 演唱會(香港站)」 |
| 不敢當           | 游紹         | 2009年5月4日   |                                         |
| 天燈             | 游紹         | 2009年5月4日   |                                         |
| 兒歌             | 不適用       | 2009年5月22日  | 「敗犬女王番外篇」繪本插畫              |
| 找個人           | 不適用       | 2009年5月22日  | 畫面剪輯自電視劇「敗犬女王」精選片段    |

## 獎項
- 第七屆東南勁爆音樂榜

時間：2009年11月6日
- 2009年度：勁爆最佳專輯－「靜茹＆情歌-別再為他流淚」（提名）

- 新加坡YES933「第十五屆新加坡金曲獎」

時間：2009年11月6日
- 2009年度：最佳演繹女歌手獎－「靜茹＆情歌-別再為他流淚」（提名）
- 2009年度：最受歡迎女歌手（提名）
- 2009年度：海外傑出歌手獎－「馬來西亞」

- 第九屆全球華語歌曲排行榜

時間：2009年11月19日
- 2009年度：最受歡迎女歌手（5強）
- 2009年度：年度20大金曲－《沒有如果》

- 中國歌曲排行榜「2009年度北京流行音樂典禮」

時間：2010年2月8日
- 2009年度：年度港台最受歡迎女歌手
- 2009年度：年度金曲－《沒有如果》
- 2009年度：年度KTV點唱冠軍－《沒有如果》

- 新加坡 e 乐 大赏2010

時間：2010年3月8日
- 2009年度： e 樂人氣女歌手（提名）
- 2009年度： e 樂人氣MV－《沒有如果》（提名）
- 2009年度： 1003人氣優勢歌曲－《屬於》（提名）

- MusicRadio音樂之聲「2009MusicRadio中國TOP排行榜」

時間：2010年3月2日（提名）
時間：2010年4月25日（頒獎）
- 2009年度：「港台」最受歡迎女歌手獎（提名）

- 第十屆華語音樂傳媒大獎

時間：2010年3月29日（提名），2010年5月14日（頒獎）
- 2009年度：最佳國語女歌手獎－「靜茹＆情歌-別再為他流淚」（提名）

- 第七屆勁歌王金曲金榜

時間：2010年8月21日
- 2009年度：最受歡迎女歌手「台灣地區」（提名）

- 第五屆KKBOX數位音樂風雲榜

時間：2010年1月24日（頒獎）
- 年度百大專輯第1名
- 年度百大單曲第1名－〈沒有如果〉
- 年度百大單曲第5名－〈情歌〉
- 年度百大單曲第10名－〈別再為他流淚〉
- 年度百大單曲第12名－〈愛情之所以為愛情〉
- 年度百大單曲第20名－〈PK〉
- 年度百大單曲第22名－〈屬於〉
- 年度百大單曲第46名－〈用力抱著〉
- 年度百大單曲第82名－〈天燈〉

## 幸福的抉擇 I Do?
《幸福的抉擇 I do?》是馬來西亞歌手梁靜茹於2008年12月12日在台灣發行的EP，限量發行3000張。這也是梁靜茹最後一張由滾石唱片協助代理發行的作品。
此EP發行一個月後被作為《靜茹&情歌》預購情人禮盒版專輯的贈品再度發售。根據相信音樂在梁靜茹部落格上的聲明啟事，該EP本計劃就是與新專輯同步推出的首批贈品，但由於新專輯製作求好心切，延後了發行時間，加上電視劇《幸福的抉擇》的上檔時間變動，且出於防止盜版的問題，才搶先以限量的方式發行。後來相信音樂爲了平息因重複發行專輯造成歌迷的議論，宣布凡購買此專輯的人士可到簽唱會現場領取VIP號碼牌，享有優先上臺并同時享有該EP及《靜茹&情歌》預購版專輯優先簽名權利。

### 曲目
| 曲序 | 曲目               |                  | 作曲             | 编曲             | 對唱者 | 备注                                                                  |
| ---- | ------------------ | ---------------- | ---------------- | ---------------- | ------ | --------------------------------------------------------------------- |
| 1.   | 屬於               | 陳沒             | 鴉片丹           | WAVE G           |        | 電視劇“幸福的抉擇”主題曲（台灣） 電影“愛情左燈右行”主題曲（中國大陸） |
| 2.   | PK                 | 姚若龍           | 曹格             | 涂惠源、覃楨     | 曹格   | 電視劇“幸福的抉擇”片尾曲                                              |
| 3.   | 還是好朋友         | 林夕             | 黄韻玲           | 鍾興民           | 古巨基 | 原收錄在古巨基專輯《我還是你的 情歌王》                               |
| 4.   | 不是我不明白       | 李焯雄           | 林倛玉           | 陳建騏           | 盧廣仲 | 原收錄在專輯《親親》                                                  |
| 5.   | Way Back into Love | Adam Schlesinger | Adam Schlesinger | Adam Schlesinger | 品冠   | 原收錄在黃品冠專輯《Need U Most》                                     |